# Boletina subatra
Boletina subatra är en tvåvingeart som beskrevs av Fisher 1938. Boletina subatra ingår i släktet Boletina och familjen svampmyggor.
Artens utbredningsområde är Alaska. Inga underarter finns listade i Catalogue of Life.